# وابیشن
وابیشن (به لهستانی: Łabiszyn، تلفظ: [waˈbʲiʂɨn]) یک شهرک در لهستان است که در شهرستان ژنین واقع شده‌است.

## خصوصیات
وابیشن ۲٫۸۹ کیلومترمربع مساحت و ۴٬۴۷۳ نفر جمعیت دارد.